# بارنشتدت
بارنشتدت (به آلمانی: Barnstädt) یک شهر در آلمان است که در زالهکرایس واقع شده‌است. بارنشتدت ۱٬۱۷۹ نفر جمعیت دارد.